# Voyager (australische Band)
Voyager ist eine australische Power- und Progressive-Metal-Band aus Perth, die im Jahr 1999 gegründet wurde.

## Geschichte
Die Band wurde im Jahr 1999 von Schlagzeuger Adam Lovkis, Keyboarder Mark Baker und dem in Buchholz in der Nordheide aufgewachsenen Sänger und Keyboarder Daniel „Nephil“ Estrin gegründet. Kurze Zeit später kam Gitarrist Mark De Vattimo zur Besetzung. Keyboarder Mark Baker stieg danach wieder aus der Band aus. Als neuer Gitarrist kam Emanuel Rudnicki zur Band. Die Gruppe absolvierte ihren ersten Auftritt im Jahr 2000. Nach einigen weiteren Auftritten verließ Schlagzeuger Adam Lovkis die Band und wurde durch Geoff Callaghan ersetzt. Es folgten einige weitere Auftritte.
Im Jahr 2001 kam mit Jennah Graieg eine neue Bassistin zur Band. Im Jahr 2003 erschien mit Element V ihr Debütalbum. Im Februar 2006 kam Mark Boeijen als neuer Schlagzeuger und Simone Dow als neue Gitarristin zur Band. Im Dezember wurde Bassist Alex Canion zur Besetzung hinzugefügt. Im selben Jahr spielte die Band auf dem ProgPower Europe Festival. In den nächsten Jahren erschienen mit Univers (2007), I Am the Revolution (2009) und The Meaning of I (2011) drei weitere Alben. 2014 erschien das Album V. Im selben Jahr spielten Voyager als Headliner wieder auf dem ProgPower Europe Festival.
Am 21. Februar 2023 wurde bekannt, dass die Band Australien beim Eurovisions Song Contest in Liverpool mit dem Song Promise vertreten wird. Im Finale des Wettbewerbs erreichten sie den neunten Platz. Am 14. Juli 2023 erschien das achte Studioalbum Fearless in Love, welches Platz 35 der australischen Albumcharts erreichte.

## Stil
Die Band spielt progressiven Metal. Ihre Werke werden mit Stücken von Anubis Gate, Dream Theater, Symphony X und Nevermore verglichen. Mit dem Album V änderte sich der Stil von Voyager in progressiven Metal mit Pop-, Heavy-Metal- und Rock-Einflüssen sowie Djent-Akkorden.

## Diskografie

### Alben
| Jahr | Titel Musiklabel                       | Höchstplatzierung, Gesamtwochen, AuszeichnungChartsChartplatzierungen (Jahr, Titel, Musiklabel, Platzierungen, Wochen, Auszeichnungen, Anmerkungen) | Anmerkungen                              |
| Jahr | Titel Musiklabel                       | AU | Anmerkungen                              |
| ---- | -------------------------------------- | --- | ---------------------------------------- |
| 2003 | Element V V Music                      | — | Erstveröffentlichung: 4. April 2003      |
| 2007 | UniVers Dockyard 1                     | — | Erstveröffentlichung: 10. Januar 2007    |
| 2009 | I Am the Revolution Riot Entertainment | — | Erstveröffentlichung: 25. September 2009 |
| 2011 | The Meaning of I Riot Entertainment    | — | Erstveröffentlichung: 22. Juni 2021      |
| 2014 | V Iav                                  | — | Erstveröffentlichung: 2. Juni 2014       |
| 2017 | Ghost Mile Iav                         | — | Erstveröffentlichung: 12. Mai 2017       |
| 2019 | Colours in the Sun Season of Mist      | — | Erstveröffentlichung: 1. November 2019   |
| 2023 | Fearless in Love Season of Mist        | AU35 (1 Wo.)AU | Erstveröffentlichung: 14. Juli 2023      |

### Singles
| Jahr | Titel Album              | Höchstplatzierung, Gesamtwochen, AuszeichnungChartsChartplatzierungen (Jahr, Titel, Album, Platzierungen, Wochen, Auszeichnungen, Anmerkungen) | Anmerkungen                                                                      |
| Jahr | Titel Album              | UK | Anmerkungen                                                                      |
| ---- | ------------------------ | --- | -------------------------------------------------------------------------------- |
| 2023 | Promise Fearless in Love | UK79 (1 Wo.)UK | Erstveröffentlichung: 21. Februar 2023 Teilnahme am Eurovision Song Contest 2023 |